# Berisades
Berisades (gr.: Βηρισάδης, Berisádes) (zm. 356 p.n.e.) – król trackich Odrysów od 359 p.n.e. Prawdopodobnie syn Saratokosa, lokalnego władcy koło Thazos, syna? Seutesa I, króla Odrysów.

## Życiorys
Po śmierci króla Kotysa I doszło do walk o władzę nad królestwem Odrysów. Berisades, syn jego według innych uczonych, pretendował do tronu z innymi kandydatami. Walki spowodowały podział królestwa na trzy części. Berisades otrzymał ziemie na zachód od Nestos, Amadokos II w centrum między Nestos i Hebros, natomiast Kersobleptes na wschodzie Tracji od rzeki Hebros,
Berisades prawdopodobnie był tym królem, który zamordował Pauzaniasza, pretendenta do tronu Macedonii. Filip II, król Macedonii dał mu pieniądze, aby go zgładził. Pauzaniasz był bratem króla macedońskiego Argajosa II.
W 358 r. Berisades wszedł z innym trackim królem Amadakosem II w przymierze z Atenami i Illirami przeciwko Filipowi II z Macedonii.
Następnego roku, w 357 r., zawarł z dwoma pozostałymi królami trackimi Amadokosem II i Kersobleptesem sojusz z Atenami. Sprzymierzeńcy postanowili, że będą wspólnie ściągać daninę z miast, a w przypadku ich buntu uderzą razem. Miasta te znajdowały się na trackim wybrzeżu. Kilka z nich należało zapewne do Tracji, ale większość była koloniami greckimi. Leżały, np. na trackim Chersonezie. Daninę tę nazywano składką.
Panowanie Berisadesa było krótkie. Po jego śmierci w 356 r. władzę nad zachodnią Tracją objął syn Ketriporis z braćmi Monouniosem i Skokoskosem I (Skostokosem).